# Тип личности
В психологии понятие "тип личности" относится к психологической классификации индивидов. В отличие от личностных черт, существование типов личности остается крайне противоречивым. Иногда говорят, что типы включают в себя "качественные" различия между людьми, тогда как черты характера могут быть истолкованы как "количественные" различия. Согласно теориям типов, например, интроверты и экстраверты - это две принципиально разные категории людей. Согласно теориям личностных качеств, интроверсия и экстраверсия являются частью непрерывного измерения, в котором многие люди находятся посередине.

## Клинически эффективные типологии личности
Эффективные типологии личности позволяют выявить и расширить знания и понимание людей, в отличие от уменьшения знаний, которое происходит при использовании стереотипов. Эффективная типология также позволяет повысить способность прогнозировать клиническую информацию о людях и разрабатывать более эффективные стратегии лечения. Существует обширная литература по классификации различных типов человеческой личности, а также по личностным качествам и сферам деятельности. Эти системы пытаются описать нормальную личность и темперамент, подчеркивая преобладающие характеристики различных типов. Расстройства личности являются результатом работы психиатров, одной из областей медицины, и ориентированы на выявление заболеваний. Они классифицированы в Руководстве по диагностике и статистике, разработанном Американской психологической ассоциацией.

## Типы и характерные черты
Термин "тип" не всегда использовался в психологии и вызвал некоторую путаницу. Поскольку результаты личностных тестов часто распределяются по колоколообразной кривой, а не по отдельным категориям, теория типов личности подверглась критике со стороны исследователей-психометров. В одном исследовании, в котором сравнивался "инструмент определения типа" (MBTI) с "инструментом определения черт характера" (NEO PI), было обнаружено, что инструмент определения черт характера является лучшим предиктором расстройств личности. Из-за этих проблем модели типов личности утратили популярность в психологии, и большинство исследователей теперь отдают предпочтение моделям черт, таким как пятифакторная модель.

## Теории типов
- Ранней формой теории определения типов личности была система четырех темпераментов Галена, основанная на модели четырех темпераментов Гиппократа; расширенная система пяти темпераментов, основанная на классической теории, была опубликована в 1958 году.
- Одним из примеров типов личности является теория личности типа А и типа В. Согласно этой теории, нетерпеливые, ориентированные на достижение цели люди относятся к типу А, в то время как спокойные, расслабленные личности относятся к типу В. Первоначально предполагалось, что люди типа А более подвержены риску развития ишемической болезни сердца, но это утверждение не было подтверждено эмпирическими исследованиями[11]. Одно исследование показало, что люди с типом личности А более склонны к развитию расстройств личности, в то время как личности типа В с большей вероятностью становятся алкоголиками[12].
- Развивающий психолог Джером Каган - известный сторонник теории индикаторов типов. Он предполагает, что застенчивых, замкнутых детей лучше всего рассматривать как людей с подавленным темпераментом, который качественно отличается от темперамента других детей[13].
- Для удобства некоторые теоретики используют термин "тип", чтобы описать человека, который имеет исключительно высокие или низкие оценки по определенному признаку. Ганс Айзенк называл вышестоящие факторы "типами", а более специфические черты - "чертами характера".
- Несколько теорий популярной психологии, таких как "Мужчины с Марса, женщины с Венеры" и "эннеаграмма", основаны на идее о том, что существуют совершенно разные типы людей.
- Нэнси Мак-Вильямс различает восемь психоаналитических типов личности: психопатический (антисоциальный), нарциссический, шизоидный, параноидальный, депрессивный и маниакальный, мазохистский (саморазрушительный), обсессивно-компульсивный, истерический (театральный) и диссоциативный[14].

## Карл Юнг
Одна из самых влиятельных идей возникла из теоретической работы Карла Юнга, опубликованной в его книге "Психологические типы". Оригинальное немецкое издание "Психологии типов" было впервые опубликовано издательством "Rascher Verlag" в Цюрихе в 1921 году. Теория психологических типов Юнга основана на идее о том, что существуют различные функции сознания и разное отношение к сознанию. Такие типологии, как соционика и тест MBTI, а также тест Кирси на определение темперамента, берут свое начало в теориях Юнга.
Интерес Юнга к типологии возник из его желания согласовать теории Зигмунда Фрейда и Альфреда Адлера и определить, чем его собственный подход отличается от их подходов. Юнг писал: 
"Пытаясь ответить на этот вопрос, я столкнулся с проблемой типологий, поскольку именно собственный психологический тип человека с самого начала определял и ограничивал его суждения".Карл Юнг, 1989:207
Он пришел к выводу, что Фрейд был экстравертом, в то время как Адлер был интровертом. Юнг пришел к убеждению, что конфликт между адлерианцами и фрейдистами был вызван непризнанным существованием фундаментально различных психологических установок, что привело Юнга к пониманию двух конфликтующих теорий неврозов как проявлений антагонизма.

### Четыре функции сознания
В своей книге Юнг классифицировал людей по основным типам психологических функций.
Юнг предположил существование двух пар дихотомических когнитивных функций:
- "Рациональные" (оценивающие) функции: мышление и чувство
- "Иррациональные" (воспринимающие) функции: ощущение и интуиция

Далее Юнг предположил, что эти функции могут быть выражены в интровертированной или экстравертированной форме.
Согласно Юнгу, психика - это инструмент адаптации и руководства, и она состоит из множества различных психических функций. Он выделяет среди них четыре основные функции:
- Ощущение —  восприятие посредством непосредственного восприятия визуальной взаимосвязи между субъектом и объектом.
- Интуиция — восприятие фоновых процессов, например, бессознательных побуждений и мотивации других людей.
- Мышление —  функция интеллектуального познания, формирования логических выводов.
- Чувство — функция субъективной оценки, ценностно-ориентированного мышления.

Функции мышления и чувствования рациональны, в то время как ощущения и интуиция нерациональны. Рациональность, согласно Юнгу, состоит из образных мыслей, чувств или действий, основанных на разуме - точке зрения, которая основывается на наборе критериев и стандартов. Нерациональность не опирается на разум. Юнг также отмечает, что элементарные факты могут быть нерациональными не потому, что они нелогичны, а потому, что как мысли они не являются суждениями.

### Установки: экстраверсия и интроверсия
Аналитическая психология выделяет несколько психологических типов, или темпераментов.
- Экстраверсия
- Интроверсия

Экстраверсия означает "обращенный вовне", а интроверсия - "обращенный внутрь". Эти конкретные определения несколько отличаются от общепринятого употребления этих слов.
Предпочтения в отношении экстраверсии и интроверсии часто называют установками. Каждая из когнитивных функций функционирует во внешнем мире, где речь идет о поведении, поступках, людях и вещах (экстравертные установки), или во внутреннем мире, где речь идет об идеях и размышлениях (интровертные установки). Люди с экстравертными установками черпают энергию из объективной, внешней информации. Они ищут опыт и основывают свои суждения на данных из внешнего мира. Напротив, люди с интровертными установками черпают энергию из субъективной, внутренней информации. Они основывают свой опыт и суждения на внутренней информации.
Тип установки можно рассматривать как поток либидо (психической энергии). Функции изменяются в зависимости от двух основных установок: экстраверсии и интровертности. У любого человека уровень интроверсии или экстраверсионности одной функции может сильно отличаться от уровня другой.

### Четыре функции: ощущение, интуиция, мышление, чувство
Юнг выделил две пары психологических функций: две иррациональные (перцептивные) функции, ощущение и интуицию, и две рациональные (оценочные) функции, мышление и чувство.
Ощущения и интуиция - это рациональные функции (восприятие). Они собирают информацию и описывают, как она воспринимается людьми. Те, кто предпочитает ощущения, склонны доверять реальной, конкретной и актуальной информации, ища саму информацию и различимые детали, в то время как те, кто предпочитает интуицию, доверяют предполагаемой или гипотетической информации, связанной с другими возможностями. Последних больше интересуют скрытые возможности бессознательного, и смысл заключается в том, какой может быть информация, а не в самих данных.
Мышление и чувства являются функциями рационального суждения, что означает, что они формируют суждения и принимают решения. Эти функции используются для принятия решений на основе данных, полученных в результате сбора информации (ощущения и интуиция). Люди, предпочитающие мышление, оценивают вещи с объективной точки зрения, принимая во внимание то, что является логичным и последовательным. Люди, предпочитающие чувствовать, формируют суждения, основываясь на том, как они относятся к ситуации, взвешивая приятные и неприятные аспекты.
Люди, предпочитающие думать, не обязательно мыслят лучше, чем те, кто предпочитает чувствовать, поскольку оба способа принятия решения одинаково рациональны. Точно так же у людей, предпочитающих чувствовать, эмоциональные реакции не лучше, чем у тех, кто предпочитает думать.

### Доминирующая функция
Все четыре функции используются в разное время, в зависимости от обстоятельств. Однако одна из них, как правило, используется наиболее активно и эффективно, чем три другие. Она используется более осознанно и уверенно. Согласно Юнгу, доминирующая функция поддерживается двумя вспомогательными. (В публикациях MBTI первая вспомогательная функция называется вспомогательной, или вторичной, функцией, а вторая - третичной.) Четвертая, наименее осознаваемая, функция всегда противоположна доминирующей. Юнг называл это "низшим", а Майерс также иногда называл это "тенью".
Типологическая модель Юнга рассматривает психологический тип как нечто похожее на леворукость или праворукость: люди либо рождаются с определенными предпочтительными способами мышления и поведения, либо развивают их в себе. Эти психологические различия можно разделить на четыре противоположные пары, или дихотомии, в результате чего получается восемь возможных психологических типов. Людям, как правило, труднее использовать свои противоположные психологические склонности, хотя они могут стать более квалифицированными (и, следовательно, гибкими) благодаря практике и развитию. Четыре функции работают в сочетании с установками (экстравертными и интровертными). Каждая функция может использоваться экстравертированным или интровертированным образом. Например, человек, доминирующей функцией которого является экстравертированная интуиция, использует интуицию иначе, чем человек, доминирующая интуиция которого интровертирована. К восьми психологическим типам относятся:
- Экстравертное ощущение
- Интровертное ощущение
- Экстравертная интуиция
- Интровертная интуиция
- Экстравертное мышление
- Интровертное мышление
- Экстравертное чувство
- Интровертное чувство

Юнг предположил, что сознание характеризуется доминирующей функцией, в то время как противоположная функция подавляется и характеризуется бессознательной активностью. В целом мы склонны отдавать предпочтение своей более развитой доминирующей функции, но мы также можем расширить свою индивидуальность, развивая другие функции. Юнг отмечал, что бессознательность часто легче всего проявляется через наименее развитую подчиненную функцию. Таким образом, столкновение с бессознательностью и развитие недоразвитых функций, как правило, происходят одновременно. Когда подчиненные функции не развиваются, возникает дисбаланс. В книге "Психологические типы" Юнг подробно описывает последствия напряжения между доминирующими и слаборазвитыми дифференцирующими функциями у людей с высокой степенью односторонности.

### Типы личности и беспокойство
Взаимосвязь между беспокойством - склонностью мыслей и ментальных образов человека вращаться вокруг негативных эмоций и частого переживания страха - и моделью психологического типа Юнга была предметом исследования. В частности, корреляционный анализ показал значительную взаимосвязь между склонностью к беспокойству и интроверсией Юнга. Беспокойство также показало сильную корреляцию с застенчивостью и боязнью социальных ситуаций, а боязнь социальных взаимодействий может заставить человека казаться более замкнутым.
Модель Юнга предполагает, что главными аспектами личности являются интровертность и экстравертность. Интровертированные личности, скорее всего, взаимодействуют с внешним миром, слушая, размышляя, будучи сдержанными и имея особые интересы. Экстраверты, напротив, гибки и находятся в гармонии с внешним окружением. Они предпочитают взаимодействовать с другими людьми, разговаривая, активно участвуя, будучи общительными, выразительными и имея разнообразные интересы. Юнг также выделил два дополнительных измерения личности — интуицию и восприятие. Чувствующие люди склонны концентрироваться на текущей реальности, обращать внимание на детали и заниматься практическими вопросами. Интуитивные люди представляют себе широкий спектр возможных исходов ситуации, предпочитают идеи, концепции и теории данным. Мыслящие люди используют объективные и рациональные рассуждения при принятии решений и с большей вероятностью логически и объективно анализируют раздражители, эмоционально устойчивы и обладают более высоким интеллектом. Чувствующие люди принимают решения, основываясь на личных ценностях и субъективных ощущениях. При принятии межличностных решений они склонны идти на компромисс, чтобы найти решение, которое принесет пользу всем, и несколько более подвержены тревоге, чем мыслящие люди. Склонность тревожных людей испытывать страх можно увидеть у чувствующего типа Юнга.